# 索洛涅
索洛涅（法語：Sologne，法語發音：[sɔlɔɲ] ⓘ）是法国中央-盧瓦爾河谷大區的一个林地传统地区，位于卢瓦尔河及其支流谢尔河之间。

## 名稱中含有“索洛涅”的市鎮
該地區有多个带“en-Sologne”（意为“在索洛涅地区”）后缀的市镇：
- 索洛涅地区普吕尼耶
- 索洛涅地区苏万
- 索洛涅地区图尔
- 索洛涅地区方丹
- 索洛涅地区韦尔努
- 索洛涅地区苏维尼
- 索洛涅地区日
- 索洛涅地区拉马罗勒